# Выпуск (филателия)
Серия почтовых марок СССР «Арктический флот»
Вы́пуск, или эми́ссия (от лат. emissio — выпуск), в филателии — ввод в обращение той или иной почтовой марки как знака почтовой оплаты, а также совокупность всех напечатанных для этого в рамках единого типографского заказа экземпляров тиража этой марки.
Как правило, почтовые марки или их серии выпускаются (эмитируются) единомоментно, однако бывают и случаи поэтапного ввода тиражей в почтовое обращение — как уже изданных, так и издаваемых тоже поэтапно (с разницей в несколько дней, месяцев, ежегодно или ещё реже). Совокупность введённых в обращение в ходе каждого этапа экземпляров марки (марок) считается их отдельной эмиссией, выпуском — вне зависимости от того, отличаются ли эти выпуски друг от друга по своему внешнему виду, свойствам.
Марка Германской Новой Гвинеи из серии «Яхта „Гогенцоллерн“»

## Статус
Если речь идёт об официальных почтовых марках, их выпуск осуществляет государство в лице своих уполномоченных органов (например, министерства связи, государственной почты и др.). Совокупность этих органов называется почтовой администрацией.
Легитимно выпускающая почтовые марки администрация считается их эмитентом. По правилам Всемирного почтового союза (ВПС), эмитент должен обладать, среди прочего, следующими обязательными свойствами:
- иметь в пределах своей территории неограниченный почтовый суверенитет, включающий исключительное право на выпуск почтовых марок;
- располагать сетью собственных территориальных почтовых учреждений и необходимыми средствами сбора, хранения, транспортировки и выдачи почтовых отправлений;
- быть членом ВПС или участвовать в международном почтовом обращении через другого члена ВПС;
- представлять в ВПС образцы эмитируемых почтовых марок, имеющих обозначение названия соответствующего государства.

Обычно почтовая администрация следует утверждённому установленным порядком перспективному плану выпуска марок на год, отражающему особенности эмиссионной политики данного государства. Совокупность выпущенных им за год экземпляров марок называется годовым набором, позже он может предлагаться к продаже коллекционерам и как единый товар.
С 1920-х годов получил распространение обычай отмечать первый день того или иного выпуска как значимое событие — например, устраивать официальные торжественные церемонии с целью популяризации новой эмиссии. Такие презентации обычно приурочиваются к годовщине памятного события, которому посвящён выпуск, и могут проводятся функционерами почтовых администраций с привлечением заинтересованных лиц — например, потомков изображённого на марке общественно значимого лица, экспертов по его наследию, главы́ учреждения, юбилей со дня основания которого отмечен выпуском, и проч.
На церемонии первого дня как правило презентуются разнообразные специально изготовленные к дате филателистические материалы: конверт первого дня (КПД), картмаксимумы и др. Такие материалы могут изготавливаться как самим почтовым ведомством, так и частным образом. Непременным условием является официальная фиксация даты выхода в свет, часто с помощью специального гашения.

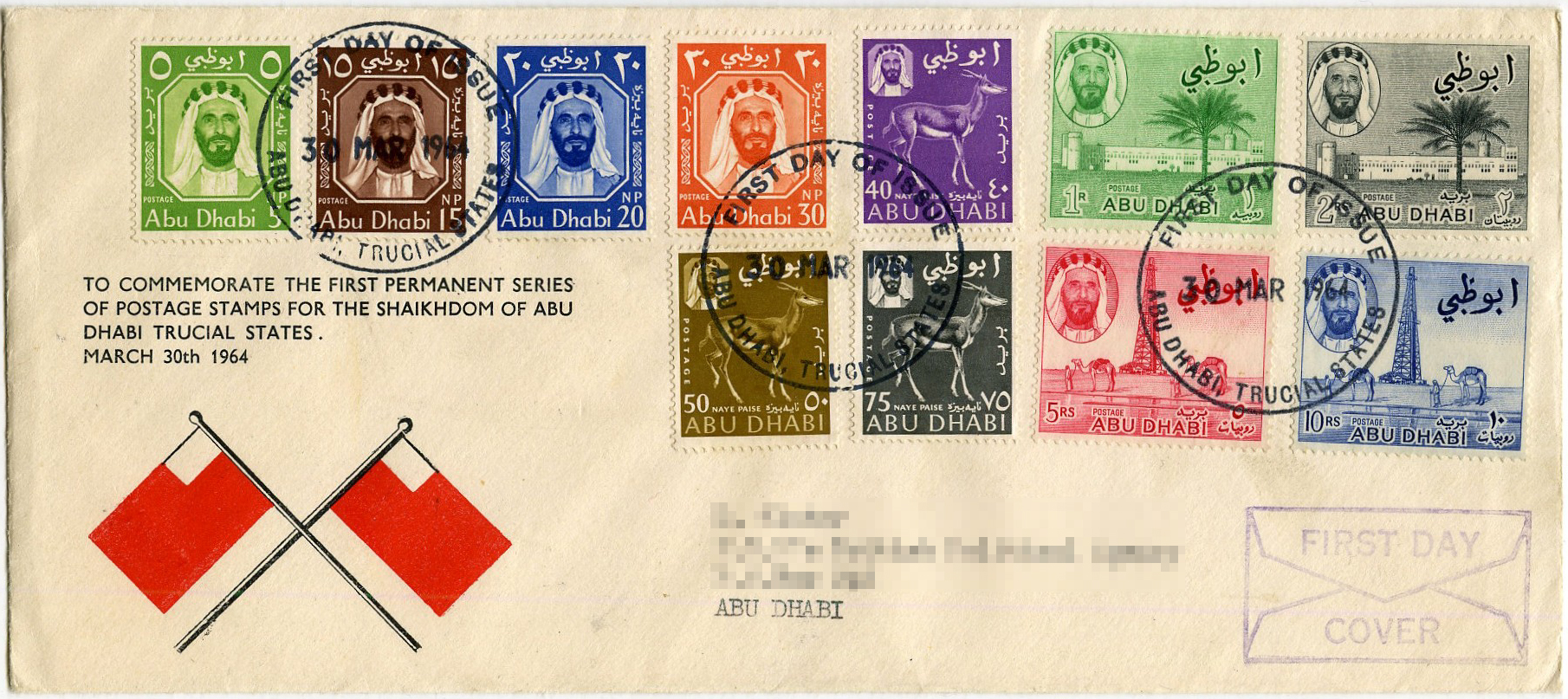
Конверт первого дня с первой серией стандартных почтовых марок княжества Абу-Даби (Договорный Оман), шейх Шахбат ибн Султан ан-Нахайян (1964)
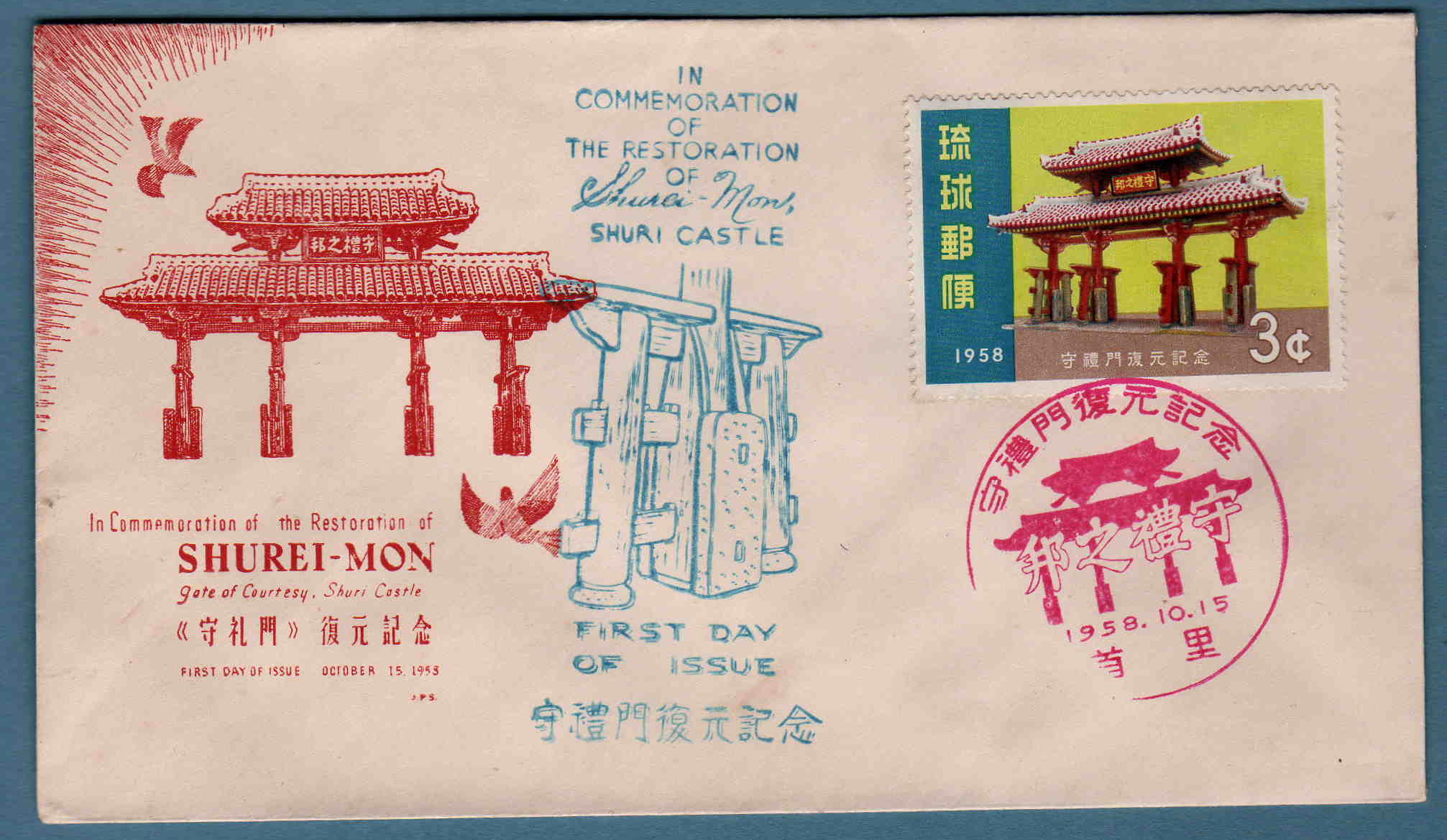
Конверт первого дня Рюкю, посвящённый восстановлению замка Сюри, разбомбленного авиацией США в 1944 году (1958)

От выпусков почтовых марок официальных почтовых администраций отличают частные выпуски — как полуофициальные, так и неофициальные. К первым относятся эмиссии коммерческих организаций, издаваемые с согласия государственной почтовой администрации — например, марки дополнительной оплаты корреспонденции, пересылаемой на летательных аппаратах (см., напр., дирижабельная почта). Ко вторым — выпуски различного рода частных почт, осуществляющих доставку до конкретных не имеющих обычной почтовой связи мест (см., напр., гостиничная почта).
Случается и так, что выпуск меняет свой статус. Так, испанская серия 1930 года «Маха обнажённая» — первые в мире почтовые марки в жанре ню, — были заказаны в лондонской типографии Waterlow and Sons частным образом, но Почта Испании в обмен на часть тиражей позже признала эту эмиссию легитимной государственной.

## Внеплановые выпуски
Именно о выпусках почтовых марок (а не просто об издании марки или серии марок) часто говорят тогда, когда первые происходят незапланированно — в силу необходимости из-за несовершенства плана или стремительно изменившихся обстоятельств.
Так, новый выпуск (а также новодел) издаётся в случае недостатка тиража, он допечатывается по ранее выполненному образцу, порой с производственными отличиями. Перепроизводство тиража, когда его вводят в обращение поэтапно, частями, вызывает остаточные выпуски. Последние включают в себя и вспомогательные выпуски надпечатанных марок при изменении почтовых тарифов (например, из-за деноминации) или целевого назначения (например, превращения почтовых марок в служебные, доплатные, авиапочтовые и прочие).

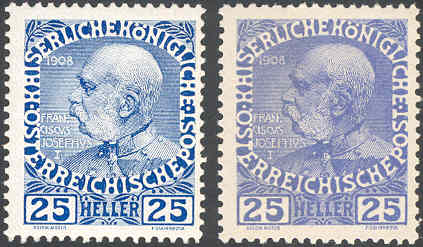
Выпуски Австро-Венгрии на бумаге с меловым слоем[англ.] и на обычной бумаге (1908)
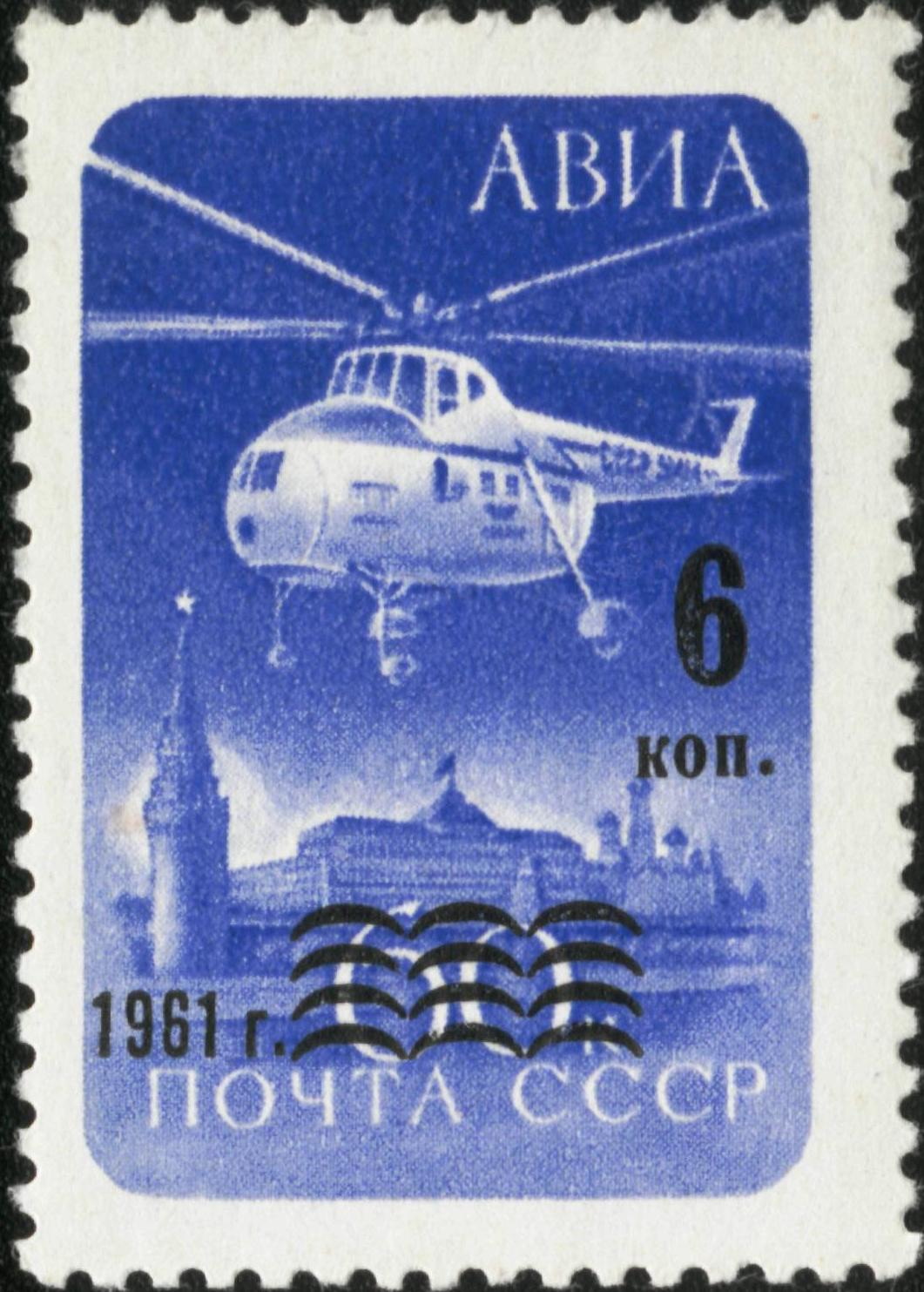
Денежная реформа в СССР (1961)
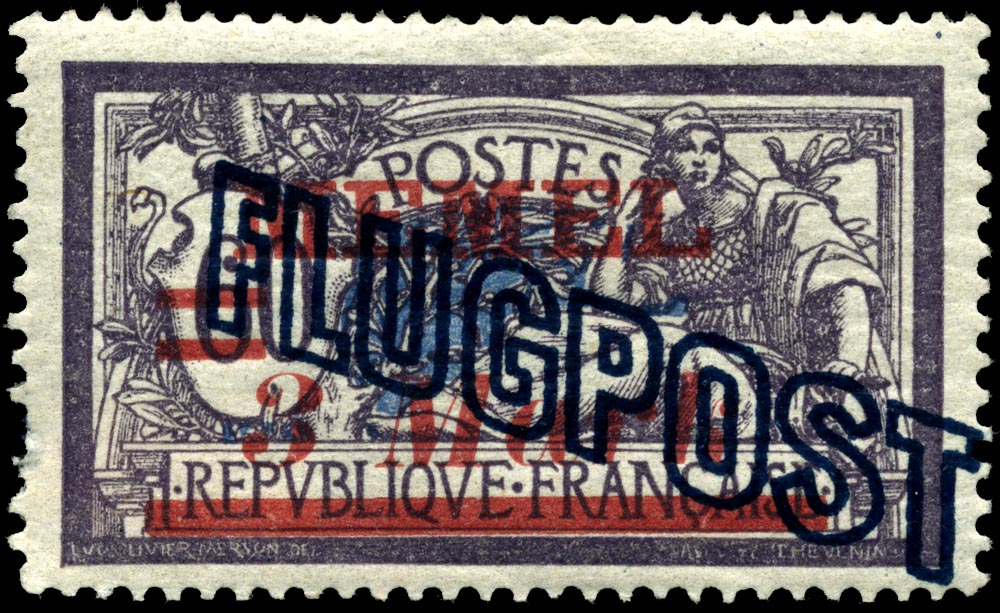
Авиапочтовый выпуск Мемельланда (1921)[≡]

Случается и так, что на той или иной марке выявляют сюжетную ошибку. Если государство расценивает такую ошибку как недопустимую, оно уничтожает существующий тираж, оперативно выпуская исправленный вариант. Так, в 1961 году Почта Италии спешно изъяла из обращения «Розовую Гронки», вызвавшую дипломатический скандал из-за неверно показанных на этой марке границ Перу, и напечатала взамен другую, с более корректной географической картой.
Ставшие основными для почтовых администраций многих стран мира коммеморативные марки — это памятные выпуски, обычно они приурочены к знаменательным датам тех или иных важных для общества событий. Когда такие события наступают неожиданно и при этом их большое общественное значение очевидно, почта организует специальные выпуски — либо в виде памятных надпечаток части уже существующего тиража (например, выпуски по поводу перелёта Москва — Сан-Франциско через Северный полюс или свержения короля Египта Фарука I), либо оперативно издавая марки нового дизайна (например, в связи с гибелью королевы Бельгии Астрид).
Так, после победы сборной Англии в чемпионате мира по футболу Королевская почта издала специальный выпуск посвящённых ЧМ-1966 марок с надпечатками. После убийства в 1934 году короля Александра I Почта Югославии выпустила стандартную серию с его портретом в траурных рамках.

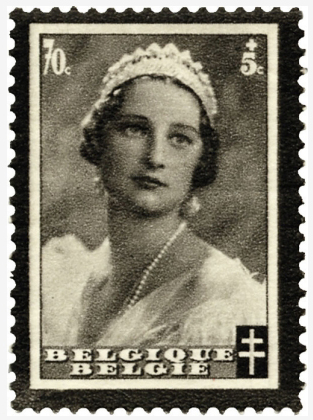
Гибель королевы Бельгии Астрид (1935)
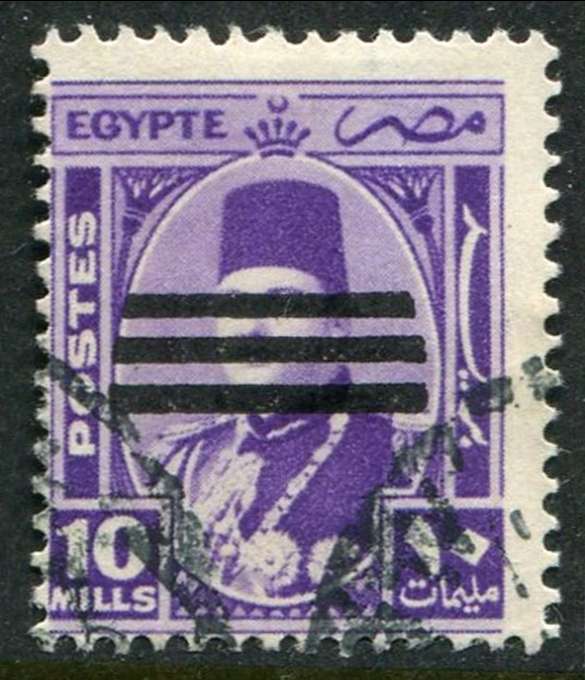
Свержение короля Египта Фарука I (1952)
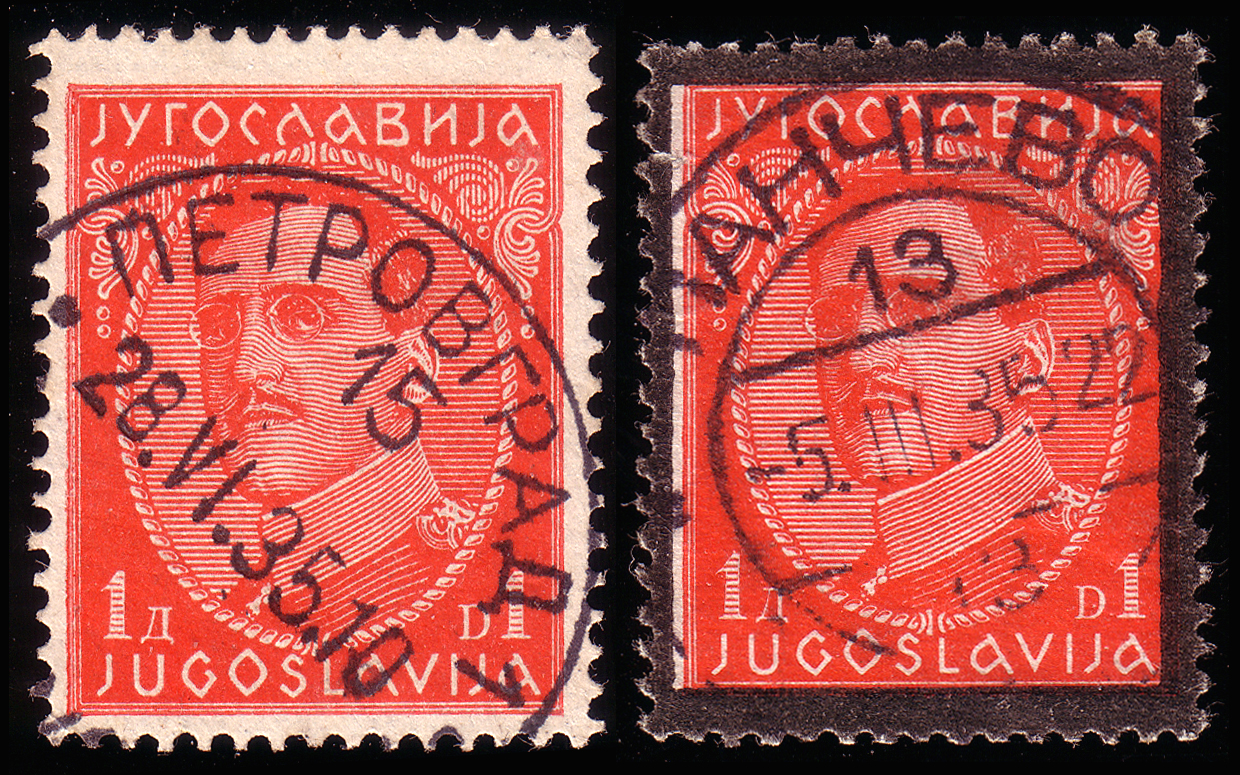
Убийство короля Югославии Александра I (1934)

## Временные выпуски
При возникновении острой необходимости в почтовых марках выпускаются временные выпуски — провизории. Их объединяет не только срочность и вызванная этим примитивность изготовления, но и ограниченный срок нахождения в почтовом обращении и, часто, ареал применения.
В последнем случае издаются местные (локальные) выпуски. Распространённая причина их появления — отсутствие или утрата регулярной связи между центральной почтовой администрацией и местными органами связи. Одним из способов оперативного решения проблемы сохранения или возобновления почтового сообщения является временное разрешение местных выпусков. Так произошло, например, в 1945 году на территориях бывшего нацистской Германии и его сателлитов.

Местные выпуски земель советской зоны оккупации Германии (1945)
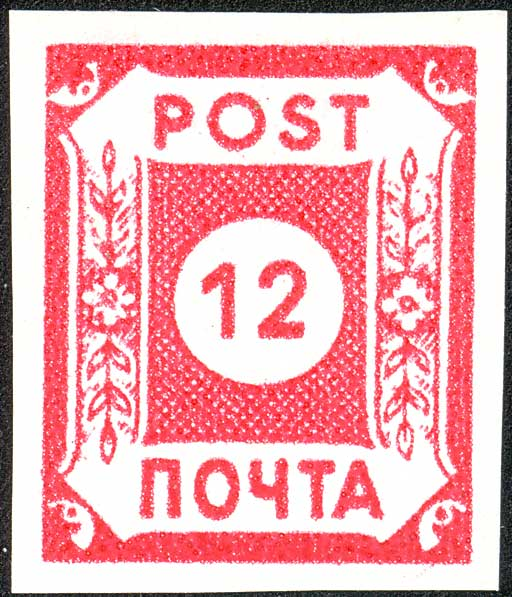
Восточная Саксония («Красная „Почта“»)
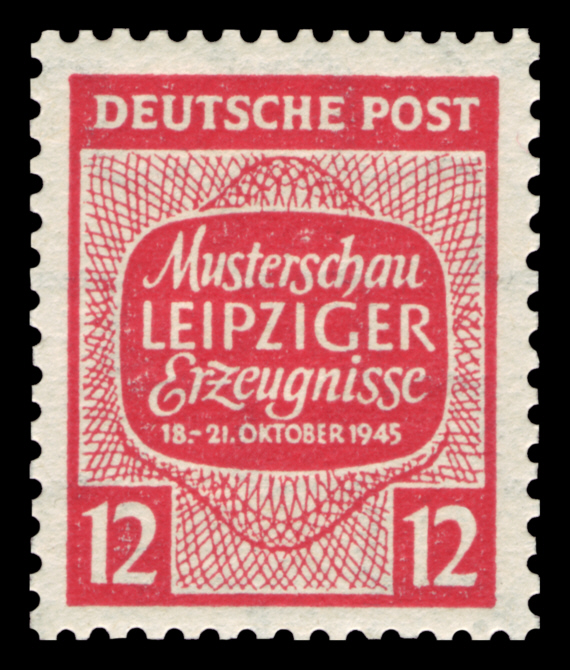
Западная Саксония
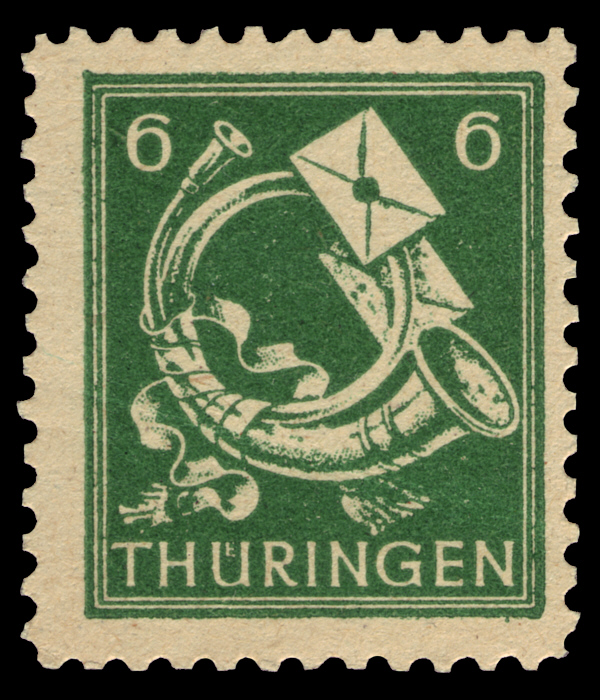
Тюрингия

Местные выпуски, впрочем, бывают и не провизорными — таковы, например, российские земские марки 1866—1918 годов, появившиеся из-за недостаточного развития общегосударственной почтовой сети.
Порой необходимость в провизориях возникает из-за появления/увеличения почтовой территории той или иной администрации вследствие сецессии провинций, освобождения прежде занятых противником земель, а также после оккупации новых. В качестве субстрата при производстве оккупационных выпусков применяются как почтовые марки прежних властей (например, американских при оккупации Филиппин Японией в 1942 году), так и самого оккупирующего государства (например, финского при оккупации Финляндией Советской Карелии в 1941 году).
Фактически, в ход могут пойти любые доступные ресурсы. Так, в 1918 году первые почтовые марки Латвии печатались на обороте топографических карт германского генерального штаба, а в образованном Лигой Наций в 1919 году Мемельланде применялись надпечатанные марки Франции, отстоящей от него на 1,5 тыс. км[^].

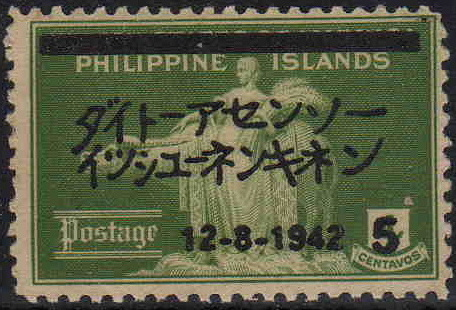
Выпуск Японии для оккупированной американской колонии Филиппины (1942)
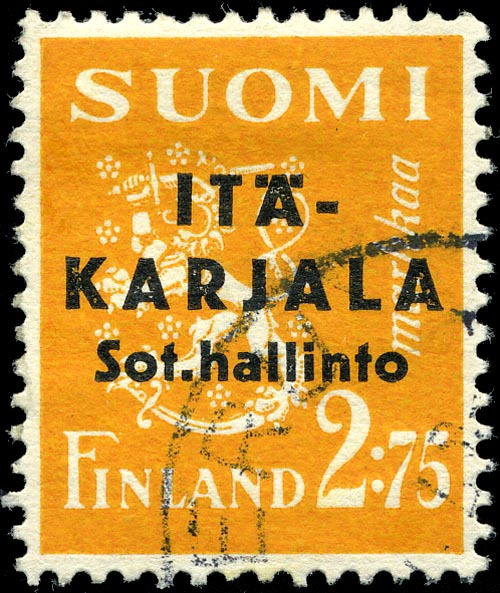
Выпуск Финляндии для «Восточной Карелии» (1941)
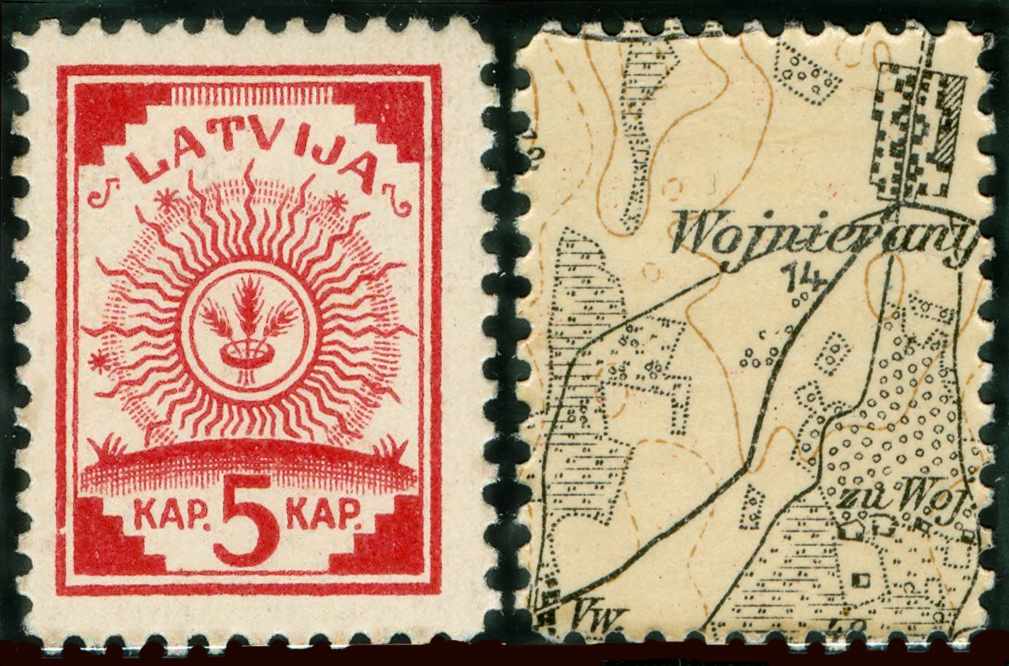
Первая марка Латвии и часть топографической карты германского генштаба на её обороте (1919)

Это же относится и к случаям, когда будущее той или иной территории не определено — например, та же Лига Наций выпускала плебисцитарные марки для Ольштына (Алленштайна) путём надпечаток серии «Германия».
Иногда, в случае нехватки марок той или иной стоимости и острой необходимости в них, провизории производятся путём физического разрезания марок более высокого номинала и назначения каждому получившемуся кусочку недостающего. Так произошло, например, в новорождённом Королевстве сербов, хорватов и словенцев в 1920 году после ввода новой валюты (динаров) и недостатке марок номиналом в 5 пара. Как правило, подобные марки-бисекты имеют крайне ограниченный ареал распространения и тираж (так как производятся вручную) и изымаются из обращения немедленно после получения почтой искомых тиражей. Так, территорией действия провизория «Винета» (1901) был только борт одноимённого крейсера кайзерлихмарине.
Однако наиболее доступным по средствам и эстетически приемлемым для потребителя способом выпуска провизориев была и остаётся надпечатка существующих тиражей почтовых марок, поэтому в большинстве случаев почтовые администрации прибегают именно к нему. Как следствие, сам факт надпечатки ассоциируется со срочностью, чрезвычайными обстоятельствами и порой этот эффект используется почтой намеренно, даже когда она имеет возможность выпуска полноценной марки вместо суррогата. Так, в 1956 году Deutsche Bundespost выпустила для Западного Берлина почтовую марку из серии «Колокол Свободы», изменив её цвет с карминового на болотно-зелёный и снабдив надпечаткой с доплатой в помощь жертвам наводнения. Эта марка находилась в обращении до конца следующего 1957 года.

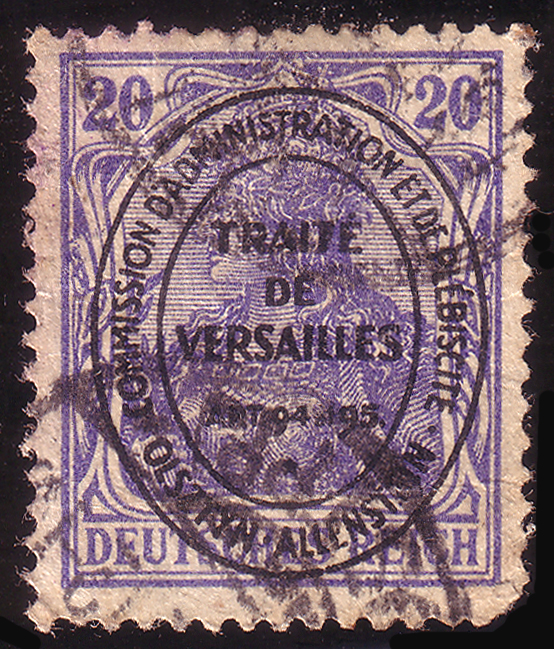
Плебисцитарный выпуск Лиги Наций о принадлежности Ольштына (1920)
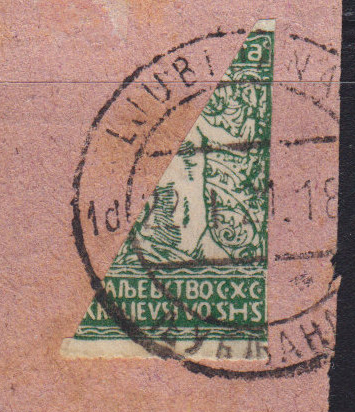
Бисект марки Королевства СХС номиналом в 10 пара из серии «Веригар» (Любляна, 1920)
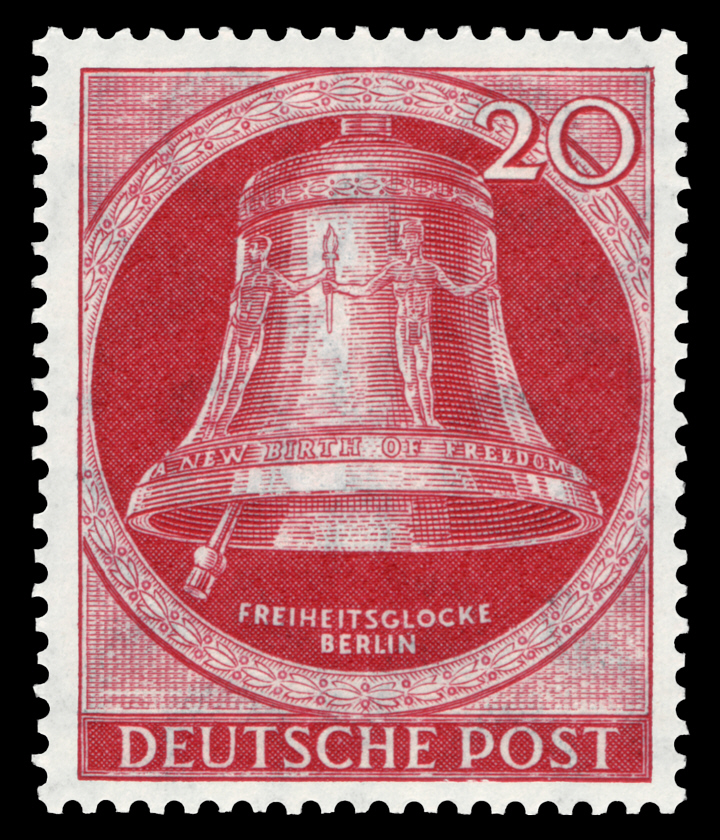
Выпуск Западной Германии номиналом в 20 пфеннигов карминового цвета (1951)
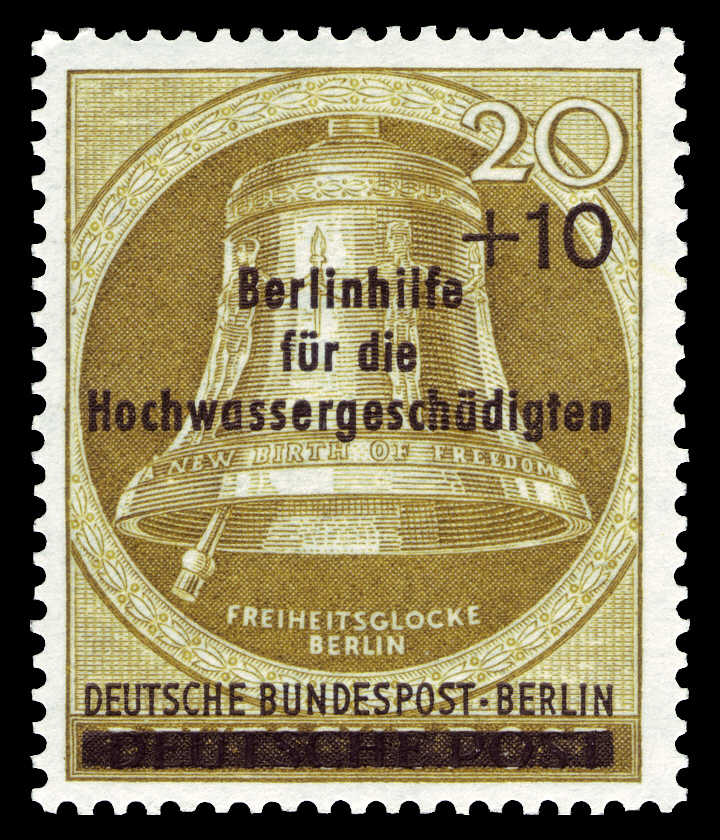
Выпуск для Западного Берлина с изменением цвета и надпечаткой (1956)

Помощь жертвам наводнений иногда становится поводом для мобилизации общественного мнения и проявления международной солидарности. Например, в 1953 году подобную серию провизориев с доплатными надпечатками выпустила страна, где, в силу особенностей её рельефа и климата, наводнения невозможны как таковые — Исландия. Собранные средства предназначались пострадавшим в том году от масштабного наводнения жителям Нидерландов.

## Совместные выпуски
Во времена расцвета колониальных империй, когда почтовые марки для колоний эмитировались из общего центра (метрополии), получили распространение выпуски колониального типа, изготовлявшиеся в два проката — большая часть рисунка марок наносилась с единой для всех печатной формы (англ. key plate), после чего с помощью отличающихся для каждой колонии duty plate впечатывалась текстовая часть (название той или иной колонии и номинал).

Совместный выпуск почтовых марок СССР и США «Союз — Аполлон» (1975)
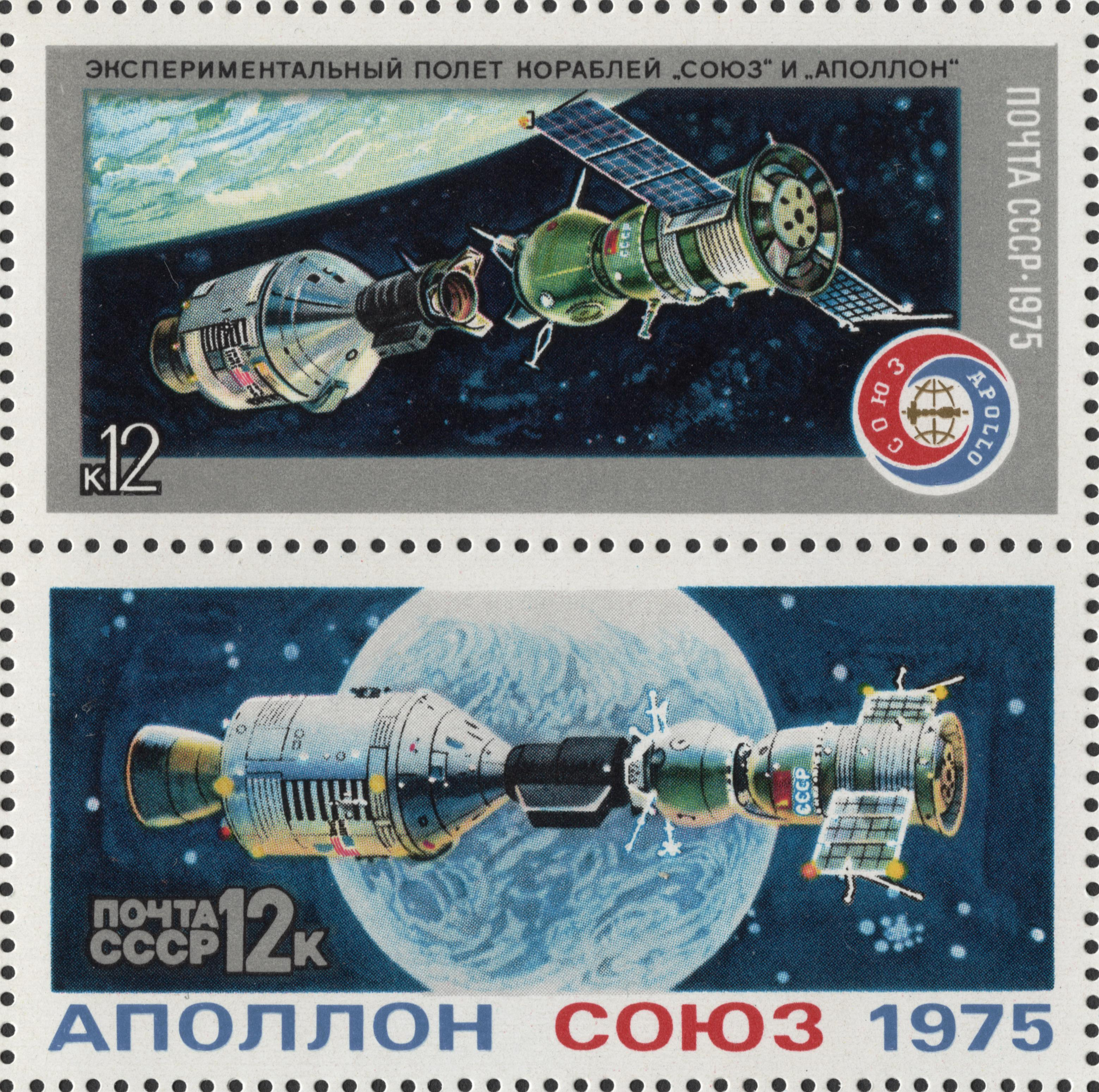
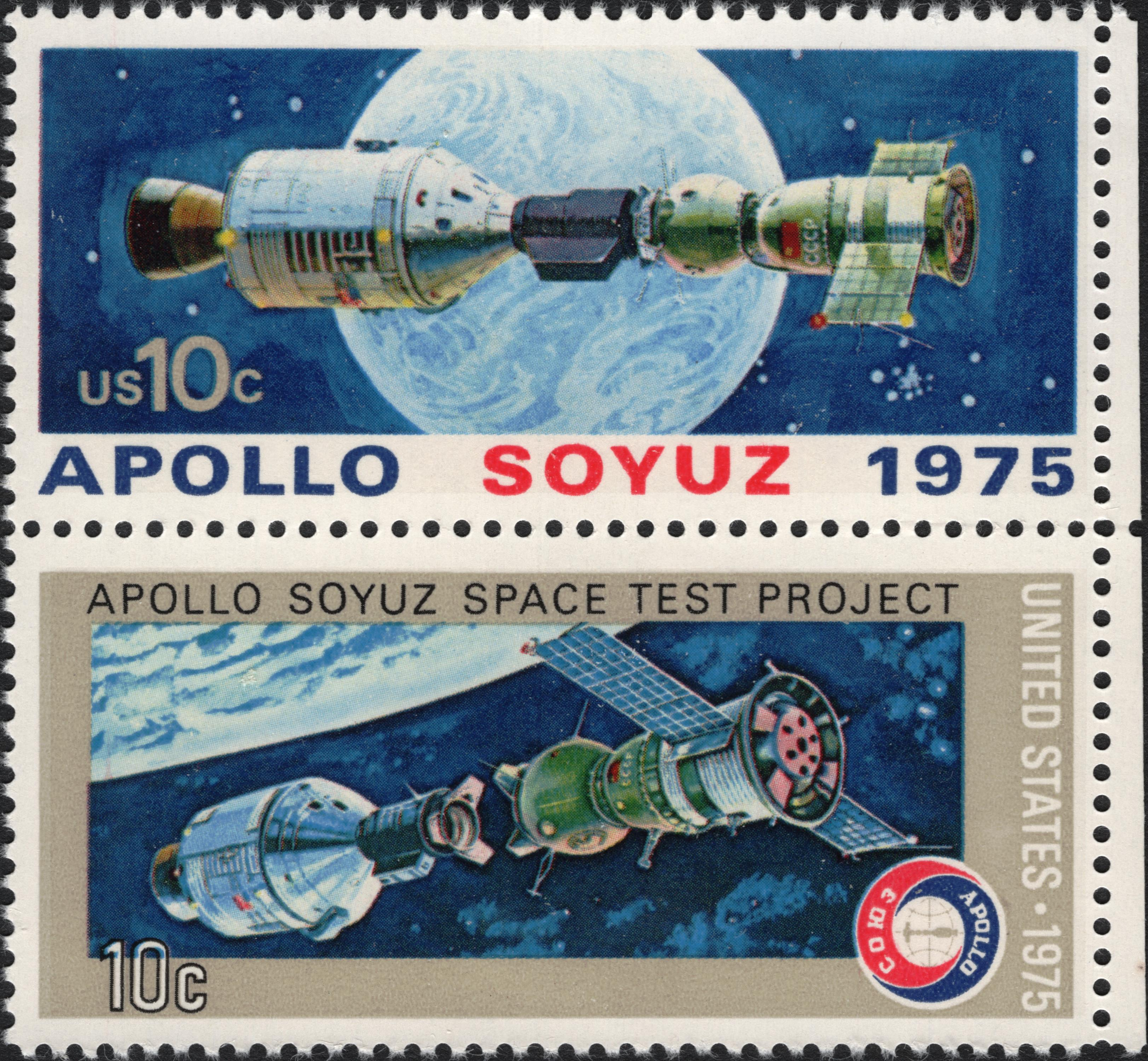

Изначально это делалось при издании стандартных марок ради экономии, оптимизации затрат. Но достаточно скоро пришло понимание, что у идеи одновременного выпуска идентичных почтовых марок сразу несколькими почтовыми администрациями есть и политический аспект. Поскольку такой проект требует синхронизации производственных и организационных процессов, а значит тесного сотрудничества администраций, факт выпуска демонстрирует политическое единство, солидарность государств-участников в вопросе, которому посвящены марки.
Подобные коммеморативные омнибусные выпуски стали характерной чертой эмиссионной политики многих стран-членов постколониальных и региональных сообществ (британское Содружество наций, Франкофония, Испанидад, Содружество португалоязычных стран, Северный совет, CEPT, UPAEP и др.). В дальнейшем совместные выпуски почтовых марок стали практиковаться и странами, не связанными столь тесными постоянными отношениями. Отмечать то или иное важное сразу для нескольких стран событие одновременным выпуском марок одинакового рисунка и/или сюжета стало хорошим тоном, политическим жестом.

## Вредные выпуски
Согласно определению Международной федерации филателии (ФИП), вредными выпусками (эмиссиями) считается появление знаков почтовой оплаты, настоящей целью издания которых является злоупотребление доверием филателистов и нажива на них, а не почтовая необходимость. Такие эмиссии квалифицируются ФИП как «наносящие вред филателии» и считаются спекулятивными.
Подобные вредные выпуски инициируются не только легитимными почтовыми администрациями (например, аравийскими княжествами в 1963—1973 годах), но и частными лицами и коммерческими структурами, причём могут мимикрировать под законные выпуски, а также издаваться от имени вымышленных или не обладающих полноценной властью на какой-либо территории эмитентов — марки виртуальных государств, «правительств в изгнании», повстанческих группировок и др. Подобная продукция называется спекулятивно-фантастическими и/или мошенническими выпусками.

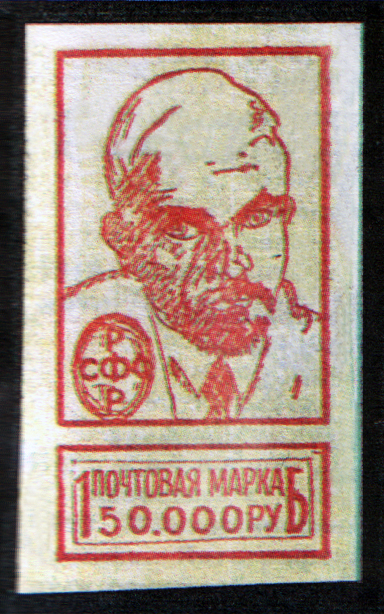
Фантастический выпуск: В. Ленин (1922)
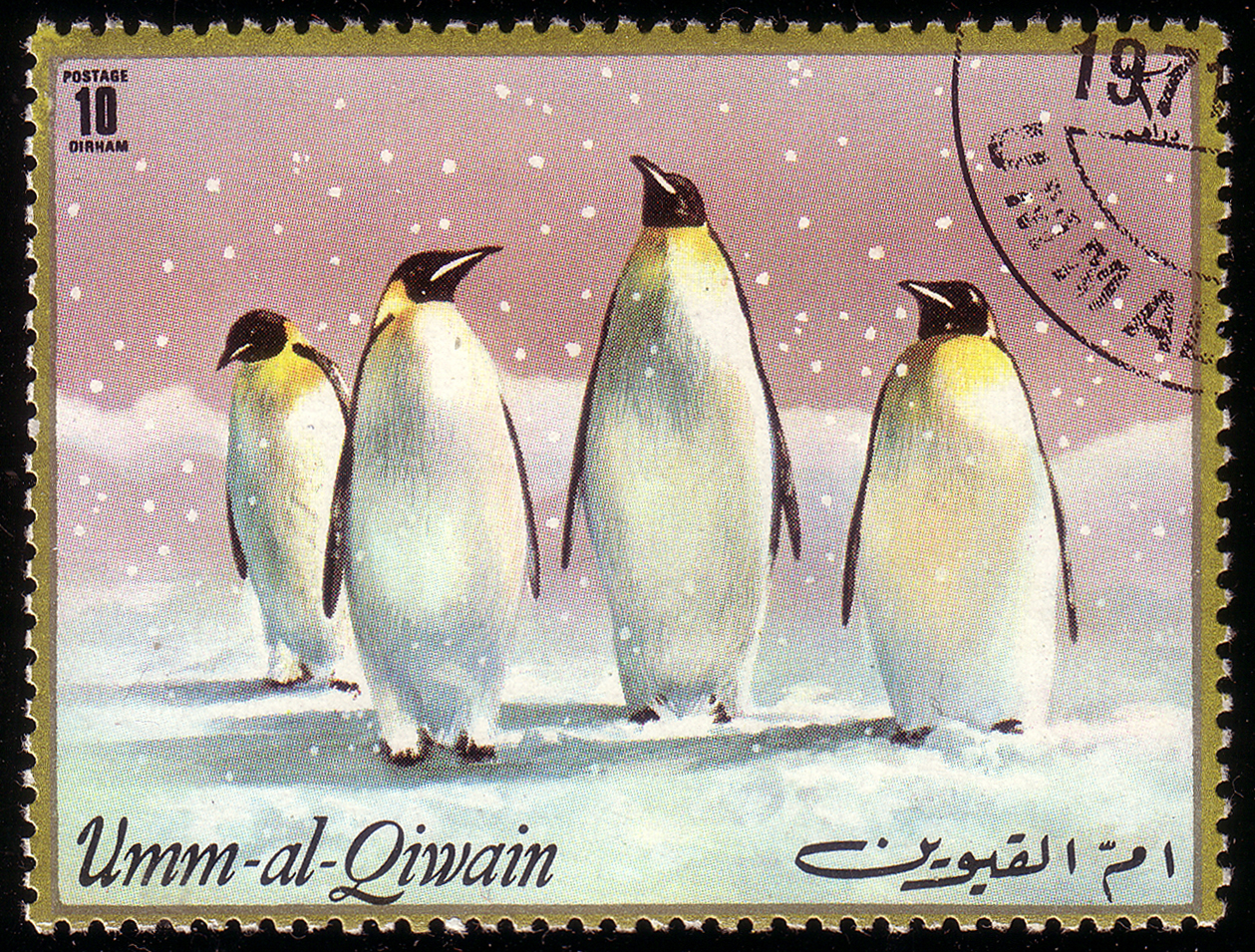
Спекулятивный выпуск эмирата Умм-эль-Кайвайн, ОАЭ, времён «песчаных дюн» (1971)
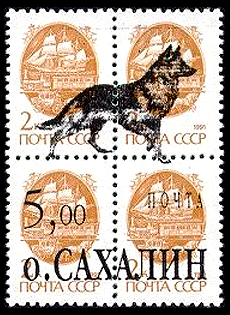
Фантастический выпуск от имени острова Сахалин (1992)

На своих конгрессах ФИП совершенствует критерии выявления вредных эмиссий, на этой основе формируется «чёрный список» ФИП. Все марки, включенные в этот список, не разрешается экспонировать на филателистических выставках под патронатом ФИП. Аналогичные меры принимаются со своей стороны Международным бюро Всемирного почтового союза, Всемирной ассоциацией по развитию филателии (ВАРФ), другими организациями.
Кроме того, подавляющее большинство незаконных выпусков игнорируется авторитетными каталогами почтовых марок, а в случаях легитимно выпущенных марок, попавших в «чёрный список» ФИП, каталоги, как правило, не дают иллюстраций, не присваивают каталожных номеров и ограничиваются общей краткой информационной записью о характере таких эмиссий.